# The Winner Takes It All
«The Winner Takes It All» (укр. Переможець отримує все) — пісня шведського гурту ABBA, випущена 21 липня 1980 року як сингл із сьомого студійного альбому Super Trouper.
Сингл став хітом № 1 у декількох країнах, зокрема у Бельгії, Нідерландах, Ірландії, ПАР, Великій Британії тримався на найвищій позиції у чартах. В інших країнах сингл тримався у топ-10, у тому числі в США (восьма позиція у Billboard Hot 100 протягом 26 тижнів).
Через 19 років після релізу композиція ввійшла до мюзиклу Мамма Міа! (1999), де її виконала ірландська акторка Сіобан Маккарті, а пізніше й до однойменного фільму (2008), де її виконала американська акторка Меріл Стріп.
У 2018 році пісня увійшла до кавер-альбому («Dancing Queen») американської співачки Шер.

## Історія
Пісня, робоча назва якої була «The Story of My Life», написана Б'єрном Ульвеусом та Бенні Андерссоном. Основну вокальну партію виконала Агнета Фельтскуг.